# Richard Offiong
Richard Offiong Edet (South Shields, 17 dicembre 1983) è un ex calciatore inglese, di ruolo attaccante.

## Carriera

### Club
Prodotto delle giovanili del Newcastle United, è più volte girato in prestito tra Inghilterra e Scozia. Lontano dalle gerarchie di gioco del club inglese, nel 2004, a 20 anni, decide di trasferirsi nel campionato calcistico turco. Gioca la sua unica partita in Turchia esordendo contro il Fenerbahçe. Sempre nel 2004 tenta l'avventura in Belgio. Dopo una stagione, nel 2005 si trasferisce in Corea del Sud, rimanendoci per quattro mesi senza riuscire ad ambientarsi. Dopo esser stato per anni all'estero e aver vissuto esperienze sempre diverse, decide di tornare in patria. Una stagione da comparsa al Doncaster, prima di passare all'Hamilton Academical, dove realizza 42 gol in 105 presenze in tutte le competizioni. Il 9 febbraio 2008 segna tutte e tre le reti nella sfida contro il Dunfermline (3-0). Passa al Carlisle nel 2010, venendo ceduto in prestito in Svezia: all'Östersund gioca solo due partite, restando fermo nove mesi per un infortunio alla coscia. Dopo l'ennesima avventura all'estero, in Australia, si ritira temporaneamente dal calcio giocato a causa degli infortuni, impegnandosi nel sociale.

### Nazionale
Nel 2002 ha giocato una partita nella nazionale inglese Under-20.

## Palmarès

### Club

#### Competizioni nazionali
- Scottish First Division: 1

Hamilton Academical: 2007-2008

### Individuale
- Capocannoniere della Scottish First Division: 1

2007-2008 (19 reti)